# Ozola pyraloides
Ozola pyraloides là một loài bướm đêm trong họ Geometridae.